# Nocne Wilki

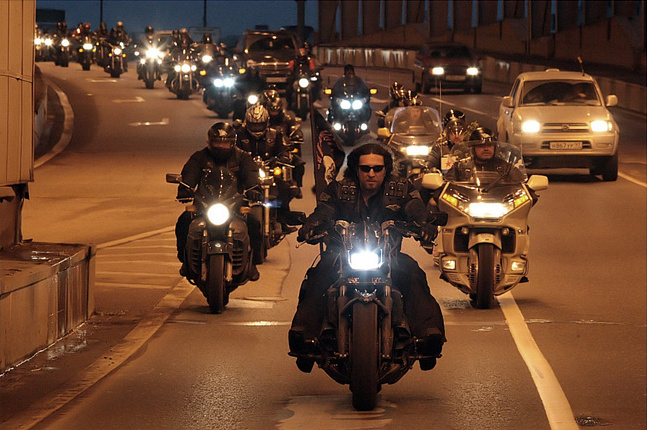
Nocne Wilki

Nocne Wilki (ros. Ночные Волки, pierwotnie Night Wolves) – rosyjski klub motocyklowy, którego początki datują się na lata 80. XX w. Członkowie klubu reprezentują poglądy nacjonalistyczne zbliżone do kręgów hierarchii Rosyjskiego Kościoła Prawosławnego. Podczas aneksji Krymu przez Federację Rosyjską poparli działania zbrojne na terytorium Ukrainy.

## Historia
Klub założony został 31 maja 1989 w Moskwie, stając się pierwszym klubem motocyklowym w ZSRR.

## Działalność
Klub ma regionalne oddziały w Rosji, na Białorusi, Ukrainie, w Bułgarii, Macedonii, Serbii i Rumunii. Liderem klubu jest Aleksandr Załdastanow ps. „Chirurg”. Nocne Wilki są werbalnie otwarte na współpracę z innymi krajami, w tym z Polską. Według zapewnień aktywistów, klub dokłada wszelkich starań, by zbliżyć do siebie sąsiadów i gotowy jest do wspólnych projektów. Sprawdzianem miał być 2016 rok, oraz organizacja festiwalu „Słowiański świat” na okupowanym przez Rosję Krymie, którego celem miało być wzmocnienie rdzennych więzi narodów słowiańskich. Polityczne postulaty tego stowarzyszenia niewiele odbiegają od wizji reaktywowanego w 2011 roku Komitetu Wszechsłowiańskiego – obrona kultury europejskiej przed imperializmem amerykańskim, szczególna rola narodów słowiańskich na czele z ZSRR (dziś Rosji) w budowie kultury Europy.

### Motocykle
Rosyjski, nacjonalistyczny, klub motocyklowy porusza się przeważnie na Harleyach. Jego członkowie upozowani za jankesów ubrani w skóry, chusty i wojskowe hełmy są jednocześnie krytyczni wobec dominacji kultury amerykańskiej i odgrażają się Stanom Zjednoczonym. W rosyjskim wydaniu „Hells Angles” dominują wizualne młoty z sowieckiej flagi i symboli nawiązujących wprost do tradycji totalitaryzmu sowiecko-komunistycznego. Na karoseriach maszyn, kaskach i tatuażach motocyklistów ostentacyjne odniesienia do symboliki sierpa i młota, czerwonej gwiazdy i sztandaru ZSRR. Klubowicze wyruszają w trasy również na maszynach produkcji krajowej, które są jednak mniej popularne np. Dniepr, Urał-Wołk oraz maszyny produkowane w Wołgogradzie, w ich projektach uczestniczą również członkowie i sympatycy klubu Nocne Wilki. Według zapewnień organizatorów motocykl Ural Wilk 750, będzie stanowić konkurencję dla Harleya.

### Członkostwo
Aby dołączyć do klubu, kandydat musi być mężczyzną z kraju postkomunistycznego, zaproszonym przez obecnego członka klubu oraz brać udział w wydarzeniach klubowych przez dwa lata, zanim zostanie członkiem.
Klub nie dyskryminuje z powodów religijnych, jednak nie pozwala kobietom i gejom na członkostwo.
Liczba członków w kwietniu 2015 przekraczała 5000. Do grupy należy m.in. Ramzan Kadyrow.

### Głoszone poglądy

#### Kult Stalina
Nocne Wilki są zagorzałymi zwolennikami Stalina. W drodze do Berlina na uroczystości związane z zakończeniem II wojny światowej, Nocne Wilki podróżowały z czerwonymi flagami z portretami Stalina, wykrzykując: „Za Ojczyznę! Za Stalina!”.

#### Poparcie wobec Antymajdanu
W styczniu 2015 Załdastanow wyraził poparcie dla rosyjskiego antymajdanu, który wyraził gotowość użycia siły wobec protestujących przeciwko polityce rządu.

#### O innych krajach
W wywiadzie udzielonym „The Telegraph” Załdastanow powiedział: „Po raz pierwszy to my pokazaliśmy opór wobec globalnego satanizmu, rosnącego zdziczenia Europy zachodniej, biegowi ku konsumeryzmowi, który neguje duchowość, zniszczenie tradycyjnych wartości, całej tej mowie homoseksualnej i amerykańskiej demokracji”.

#### Geje
W styczniu 2015 Załdastanow proponował, by hasło „śmierć pedałom” było alternatywną nazwą rosyjskiego Antymajdanu (opozycji do Euromajdanu). W lutym tego samego roku, podczas marszu Antymajdanu w Moskwie zorganizowanego przez Załdastanowa, jednym ze sloganów było: „Nie potrzebujemy zachodniej ideologii i parad gejowskich”.

#### Kobiety
Kobiety są wykluczone z ubiegania się o członkostwo.

### Zaangażowanie polityczne

#### Inwazja na Ukrainę
Nocne Wilki brały czynny udział w inwazji na Ukrainę, blokując drogę do Sewastopola, patrolując ulice Krymu z nieoznakowanymi żołnierzami rosyjskimi (zielonymi ludzikami) oraz walcząc po stronie rebeliantów.

#### Związki z Kremlem
Aleksander Załdastanow jest przyjacielem Putina Motocykliści klubu zostali nazwani przez Putina przyjaciółmi.
Nocne Wilki są wspierane przez Kreml finansowo w wysokości „kilkuset milionów” rubli rocznie według raportu opublikowanego w 2013 r.

## Sankcje

### Stany Zjednoczone
W grudniu 2014 r. Stany Zjednoczone ogłosiły sankcje przeciwko Nocnym Wilkom w związku z ich zaangażowaniem w ataku na stację dystrybucji gazu w Striłkowe i bazy marynarki ukraińskiej w Sewastopolu oraz rekrutowanie bojowników do wojny w Donbasie, sam Załdastanow jest odpowiedzialny za prześladowanie innych nielojalnych oddziałów i członków klubu motocyklowego Nocnych Wilków. Podczas ataku na ukraińską bazę w Sewastopolu, koordynował on konfiskatę broni razem z rosyjskimi siłami.

### Kanada
Kanada dodała Załdastanowa do swojej listy osób objętych sankcjami w lutym 2015, a cała organizacja motocyklistów „Nocne Wilki” została objęta sankcjami w czerwcu 2015.

### Polska
Niektórzy z członków klubu wzięli czynny udział w rosyjskiej aneksji Krymu, co stało się jedną z przyczyn odmowy pozwolenia na przejazd zorganizowanej grupy motocyklistów przez teren Rzeczypospolitej w 2015 roku w drodze na berlińskie obchody rocznicy zakończenia II wojny światowej.
Oficjalnego poparcia stronie rosyjskiej udzieliła tylko prorosyjska Samoobrona Rzeczypospolitej Polskiej (nie mylić z Samoobroną A. Leppera), kierowana przez byłego posła Mateusza Piskorskiego.
W drodze do Berlina, mimo problemów z wizami, Nocne Wilki oddały hołd polskim oficerom zamordowanym przez NKWD w Katyniu przez zapalenie świec w imieniu klubu 26 kwietnia pomimo faktu, iż Nocne Wilki i ich lider Załdastanow są żarliwymi zwolennikami Stalina, który zlecił mord katyński.
Polscy motocykliści z organizacji Międzynarodowy Motocyklowy Rajd Katyński (z którymi rodziny ofiar zbrodni katyńskiej nie chcą być utożsamiane) skrytykowali zakaz ich wjazdu, mówiąc iż dwa podobne rajdy miały miejsce wcześniej.
Po ogłoszeniu zakazu, Międzynarodowy Motocyklowy Rajd Katyński zadeklarował zapalenie świec na grobach poległych żołnierzy Czerwonej Armii w imieniu Nocnych Wilków.
Polska opinia publiczna jest podzielona w kwestii zakazu wjazdu Nocnych Wilków do Polski, przy czym 38,7% popiera zakaz wjazdu, a 28,5% jest przeciwko.
W marcu 2016 delegacja rosyjskich motocyklistów gościła w Warszawie na zaproszenie Międzynarodowego Motocyklowego Rajdu Katyńskiego. Delegacja z Moskwy przyjechała do Polski specjalnie na premierę filmu Rajd Katyński – śladami pamięci w reżyserii Agnieszki Piwar.

### Niemcy
Rząd niemiecki zadeklarował, że zablokuje wjazd członków klubu. Kilku motocyklistom odmówiono prawa wjazdu na terytorium Niemiec z międzynarodowego lotniska Berlin-Schönefeld.

### Unia Europejska
Decyzją z dnia 21 lipca 2022 r. Rada Unii Europejskiej nałożyła na klub sankcje za wspieranie działań podważających integralność terytorialną, suwerenność i niezależność Ukrainy.

## Krytyka
Nocne Wilki są skonfliktowane z innymi klubami motocyklowymi. Jewgenij Worobiew, lider Trzech Szlaków, oskarżył ich o zbytnie zaangażowanie w politykę.